# Pachygonidia peruviana
Pachygonidia peruviana är en fjärilsart som beskrevs av James John Joicey och Talbot 1921. Pachygonidia peruviana ingår i släktet Pachygonidia och familjen svärmare. Inga underarter finns listade i Catalogue of Life.